# 유곡초등학교 (경남)
유곡초등학교는 대한민국 경상남도 의령군 유곡면 칠곡리에 있는 공립 초등학교이다.

## 학교 연혁
- 1927년 6월 1일: 유곡공립보통학교 개교
- 1938년 4월 1일: 유곡공립심상소학교로 개칭
- 1941년 4월 1일: 유곡공립국민학교로 개칭
- 1972년 11월 1일: 현 위치로 교사 이전
- 1981년 3월 10일: 병설유치원 개원
- 1982년 7월 27일: 의령 학생야영수련원 개원(2009.3.19 폐원)
- 1997년 2월 28일: 송산분교장 본교 통폐합(제49회 3,161명)
- 2000년 6월 27일: 경상남도지정 연구학교 운영(2년간)
- 2009년 9월 11일: 유곡학교 마을도서관 개관
- 2014년 9월 1일: 제 30대 임의순 교장 취임
- 2015년 2월 13일: 제 85회 졸업(총 졸업생 3,200명)
- 2016년 2월 16일: 제 86회 졸업(총 졸업생 총 3,202명)

## 참고 자료
- 유곡초등학교 - 한국교육학술정보원 학교알리미